# Dynamenella nuevitas
Dynamenella nuevitas är en kräftdjursart som beskrevs av Kensley, Ortiz och Marilyn Schotte 1997. Dynamenella nuevitas ingår i släktet Dynamenella och familjen klotkräftor. Inga underarter finns listade i Catalogue of Life.